# Typhlops steinhausi
Typhlops steinhausi este o specie de șerpi din genul Typhlops, familia Typhlopidae, descrisă de Werner 1909. Conform Catalogue of Life specia Typhlops steinhausi nu are subspecii cunoscute.